# Gewehr 41

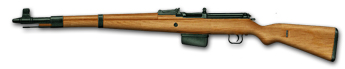
Gewehr 41

Het Gewehr 41, ook bekend onder de afkorting G41, was een semiautomatisch wapen, gebruikt door nazi-Duitsland tijdens de Tweede Wereldoorlog.

## Achtergrond
In 1940 was het naziregime in Duitsland van mening dat er een ander halfautomatisch geweer moest komen, dat een hogere vuursnelheid had dan de bestaande grendelgeweren. Dit pastte in de militaire strategie om de vuurkracht van de infanterie te verbeteren en beter in staat te zijn grondgebied te veroveren. In opdracht van de Wehrmacht vervaardigden de wapenfabrikanten Mauser en Walther enkele prototypes die veel op elkaar leken. De Wehrmacht was niet geheel tevreden en stelde enkele nadere eisen:
- Er mochten geen gaten voor het onttrekken van gas ten behoeve van het ladingsmechanisme in de loop worden geboord;
- De geweren mochten geen bewegende delen op het oppervlak hebben;
- Voor het geval het automatisch ladende mechanisme faalde, diende men met de hand te kunnen repeteren.

Daarop werden modellen ontwikkeld met een mechanisme dat bekend stond als het "Bang"-systeem, vernoemd naar zijn Deense ontwerper Søren H. Bang. In dit systeem worden kruitgassen bij de loopmonding in een ringvormige holle kegel opgevangen, welke op een lange zuigerstaaf werken, die de vergrendeling opent en daarna het wapen herlaadt. Beide ontwerpen hadden ingebouwde magazijnen voor tien patronen, die werden geladen met twee Duitse-standaard laadstrips, zoals ook gebruikt werden bij o.a. de Karabiner 98k, met ieder vijf patronen kaliber 7,92 x 57 mm. Het herladen met twee laadstrips was tijdrovend.
Het Mauser ontwerp, de G41(M), liep uit op een fiasco. Er werden slechts 6673 stuks geproduceerd, waarna de Duitsers de productie stopzetten. Van dit aantal keerden er bovendien 1673 terug, omdat ze niet bruikbaar waren. Het Walther ontwerp, de G41(W), was qua uiterlijk niet anders dan het Gewehr 43. Het ontwerp van Walther had meer succes omdat de ontwerpers eenvoudig de laatste twee eisen hadden laten vallen. Dit kwam de bruikbaarheid van het wapen ten goede.
Zowel de wapens van Mauser, als die van Walther leden aan problemen met vervuiling van het gassysteem. Deze problemen werden veroorzaakt door kruitslijm dat in het complexe gasaftapsysteem moeilijk te verwijderen was. Het geweer werd in 1943 opgevolgd door het Gewehr 43, met een afneembaar magazijn en met een gassysteem gelijkend op dat van de SVT-40.
Het Gewehr 41(W) werd door twee fabrieken geproduceerd, namelijk de Waltherfabriek in Zella-Mehlis en in de Berlin-Lübecker Maschinenfabrik. De Walthervuurwapens droegen de geheime fabriekscode (ac) en WaA359 afnamestempels. De geweren zijn tegenwoordig betrekkelijk schaars en vrij waardevol voor verzamelaars. Uit diverse bronnen blijkt dat de productie tussen de 40.000 en 145.000 stuks lag. Het merendeel van de geweren werd ingezet aan het oostfront.